# 2009年千葉県知事選挙
2009年千葉県知事選挙（にせんくねんちばけんちじせんきょ）は、2009年3月29日に執行された千葉県知事選挙である。

## 概要
この選挙は2009年4月4日の任期満了に伴うもので、2008年12月26日の千葉県選挙管理委員会の決定により、2009年3月12日告示、3月29日投票の日程で執行された。告示に先立ち、現職の堂本暁子は2月5日、いすみ鉄道社長（2月7日付で辞任）吉田平に立候補を正式要請。いわば名指しで吉田を後継に推す形で、2月7日に正式に引退を表明した。
新人5人が出馬し、元国会議員で俳優の森田健作（本名：鈴木栄治）が当選した。
投票率は前回2005年の選挙を2.28ポイント上回る45.56%であった。

## 立候補者
立候補届出順、2009年3月29日現在のもの。
| 候補者名 （）内は通称    | 年齢 | 性別 | 所属党派 | 新現元別 | 備考                               |
| ------------------------ | ---- | ---- | -------- | -------- | ---------------------------------- |
| 鈴木栄治（森田健作）     | 59   | 男   | 無所属   | 新       | 元衆議院議員。元参議院議員。俳優。 |
| 八田英之                 | 64   | 男   | 無所属   | 新       | 社会福祉法人理事長。               |
| 西尾憲一（西尾けんいち） | 58   | 男   | 無所属   | 新       | 前千葉県議会議員。                 |
| 白石真澄（白石ますみ）   | 50   | 女   | 無所属   | 新       | 関西大学教授。                     |
| 吉田平（吉田たいら）     | 49   | 男   | 無所属   | 新       | 前いすみ鉄道社長。                 |

通称が漢字をひらがなにしただけ候補については、以下では漢字表記する。また、鈴木栄治については通称名の「森田健作」を使用する。

## 選挙結果
2009年千葉県知事選挙結果
投票結果を得票数順に以下に記す。
※当日有権者数：4,943,809人 最終投票率：45.56%（前回比：+2.28pts）
| 候補者名                  | 年齢 | 所属党派 | 新旧別 | 得票数      | 得票率 | 推薦・支持                                      |
| ------------------------- | ---- | -------- | ------ | ----------- | ------ | ----------------------------------------------- |
| 鈴木栄治 （森田健作）     | 59   | 無所属   | 新     | 1,015,978票 | 45.11% | 支持…自民の一部。                               |
| 吉田平 （吉田たいら）     | 49   | 無所属   | 新     | 636,991票   | 28.28% | 推薦…民主、社民、国民、日本。 支持…自民の一部。 |
| 白石真澄 （白石ますみ）   | 50   | 無所属   | 新     | 346,002票   | 15.36% | 推薦…公明。 支持…自民の一部。                   |
| 八田英之                  | 64   | 無所属   | 新     | 136,551票   | 6.06%  | 推薦…共産。                                     |
| 西尾憲一 （西尾けんいち） | 58   | 無所属   | 新     | 95,228票    | 4.23%  |                                                 |

得票率は投票総数2,252,147に対する率。無効投票数は21,397 (0.95%)。小数第3位四捨五入。

## 選挙の論点
千葉県政の課題は地域医療の再生や産業振興などで、どの候補もこれらを公約に掲げていた。

## 「無所属」選挙と政党
この選挙では、候補者5人がいずれも無所属として立候補しており、5人が立候補を届け出た当初は政党色が薄い選挙戦が予想されており、共産党推薦の八田、民主党・社会民主党・国民新党・新党日本が推薦する吉田を除いては、政党が表立った選挙戦は行われなかった。
しかし、小沢一郎民主党代表（当時）の公設秘書が違法献金に関する嫌疑で起訴された後の初の知事選挙となったことで、国政への影響の観点から注目されることとなった。特に、野党4党（主に民主党）が選挙戦を通じて「千葉から政権交代を」と積極的にアピールしたことで、吉田の得票が小沢の代表続投表明の評価に繋がるとして注目を集めることとなった。結果、得票数は森田の約7割程度に留まる惨敗となった。この結果について、民主党幹事長（当時）の鳩山由紀夫は選挙翌日の3月30日、知名度の差とともに小沢一郎代表の秘書の問題を挙げ、「選挙に影響がなかったとは言えない」として陳謝した。
他方、自由民主党千葉県連では、森田、白石、吉田それぞれを推薦する動きがあり、最終的には特定候補を支持・推薦せず自主投票としたことから、むしろ県連や県議団の内部対立を露呈させる格好となった。
一部の出口調査では、無党派層はおろか（共産党を除く）野党支持層ですら吉田に投票しなかったとの回答が多く見られた一方、すぐに総選挙があった場合に比例代表で投票する政党では民主党との回答もなお多く、単純に小沢の公設秘書の疑惑と自身の進退を巡る経緯のみを選挙結果の原因と評価することは難しい。また、吉田の立候補に至る経緯（自ら公募に応募して就任したいすみ鉄道の社長職を、2年の任期の半分にも満たない1年足らずで辞任したこと）や、後継として指名した堂本の説明責任（説明不足）に対する批判なども少なからずあったとされており、これが投票に影響した可能性もある。
一方、元自民党の国会議員で、一部の同党県議などの支援を受けたとはいえ、森田の当選を自民党への支持と評価できるものとは到底言い難いが、「負け続きの現状に歯止めがかかった」との評価も聞かれた。